# Le Bouchon de cristal
Le Bouchon de cristal est un roman policier de Maurice Leblanc mettant en scène les aventures d'Arsène Lupin.
Ce roman paraît en feuilleton dans Le Journal, du 25 septembre au 9 novembre 1912. Le volume sort en librairie dès novembre 1912.
Le récit présente Arsène Lupin qui s'oppose au député Daubrecq, possesseur d'une liste des 27 députés ayant été corrompus à l'occasion d'une vaste opération d'aménagement public (pouvant évoquer le scandale de Panama). Un troisième larron s'immisce dans cette lutte en la personne du marquis d'Albuflex. Le haut-fonctionnaire Prasville semble aussi poursuivre des buts personnels. Enfin Lupin côtoie aussi Clarisse, une femme d'âge intermédiaire, dont le fils travaille dans la bande à Lupin et qui, accusé d'un meurtre qu'il n'a pas commis, risque d'être guillotiné à brève échéance. Lupin doit donc attaquer et se défendre sur « plusieurs fronts » et recherche le lieu de la cachette de la liste des 27 noms, qu'on dit être cachée au domicile du député Daubrecq, dans un fin papier inséré dans un bouchon en cristal d'une carafe.

## Personnages
- Arsène Lupin (alias « Michel de Beaumont », « docteur Vernes » et « Monsieur Nicole ») : environ 30 ans ; chef de bande et « gentleman cambrioleur ».
- Alexis Daubrecq : environ 50 ans ; député ; homme d'affaires vénal ; maître-chanteur.
- Clarisse Mergy : environ 40 ans ; veuve ; mère de Gilbert et de Jacques ; ennemie de Daubrecq.
- Gilbert Mergy : environ 20 ans ; fils de Clarisse ; homme de main d'Arsène Lupin.
- Vaucheray : environ 40 ans ; autre homme de main d'Arsène Lupin.
- Léonard : maître d'hôtel de Daubrecq.
- Marquis d'Albufex : homme d'affaires vénal.
- Louis Prasville : secrétaire général de la préfecture de police de Paris ; ennemi de Daubrecq.
- « Grognard » et « Le Ballu » : hommes de main d'Arsène Lupin.

## Résumé
Le roman est composé de 13 chapitres.
Arsène Lupin et quatre hommes de main (Gilbert, Vaucheray, « Grognard » et Le Ballu) cambriolent la maison de maître du député Alexis Daubrecq à Enghien-les-Bains à 10 km de Paris. C'est la nuit et le député est sorti de chez lui, ne laissant que son maître d'hôtel Léonard. Au cours du cambriolage, une bagarre éclate entre Léonard d'une part, et Gilbert et Vaucheray d'autre part. Léonard a le temps d'appeler la police par téléphone, mais il est tué d'un coup de feu. Si Arsène Lupin a le temps de quitter les lieux, en revanche Gilbert et Vaucheray sont arrêtés et placés en détention. Lupin découvre que Gilbert et Vaucheray recherchaient, lors du cambriolage, un bouchon en cristal d'une carafe (chapitre 1er).
Lupin constate que monsieur Prasville, secrétaire général de la préfecture de police de Paris, recherche aussi (pour des motifs qu'on ignore) le même bouchon de cristal, et que, utilisant le service de la Sûreté, il avait mis sous surveillance le domicile de Daubrecq avant même le cambriolage. Mais Daubrecq avait découvert la surveillance dont il faisait l'objet avant le cambriolage. Lupin a la confirmation que le bouchon de cristal, situé « à portée de la main », contient quelque chose de précieux. En arrivant à son domicile, Lupin a la surprise d'apprendre que sa maison a été cambriolée et qu'un message qui lui était destiné, émanant de Gilbert, a été dérobé ! (chapitre 2).
Lupin parvient à « placer » Victoire, sa vieille nourrice, comme cuisinière au domicile de Daubrecq. Elle lui servira d'espionne. On écrit un courrier à Lupin, lui suggérant de cesser son enquête dans la recherche du bouchon de cristal. Mais ce courrier n'a pas été écrit par Daubrecq. En cachette, Lupin assiste à une rencontre entre une femme d'environ 40 ans et Daubrecq. Ce dernier se montre condescendant et mielleux à son égard, exerçant à son égard une forme de chantage. Plus tard, Lupin assiste à une scène entre Daubrecq et un député, suivi d'un autre député. Daubrecq se comporte en maître-chanteur, ordonnant à ces deux hommes la remise de fortes sommes d'argent en échange de son silence. Plus tard, Daubrecq est en face du marquis d'Albufex : un conflit oppose les deux hommes. Lors d'une soirée au théâtre, Lupin revoit la femme de 40 ans en compagnie de Daubrecq. Lupin se bat contre Daubrecq (chapitre 3).
Alors que Lupin entreprend de fouiller la maison de Daubrecq tandis que ce dernier a été endormi par un somnifère, il découvre un autre cambrioleur : un enfant de sept ans ! De retour chez lui avec l'enfant, la mère de ce dernier vient le récupérer (chapitre 4). 
Enfin on connaît l'identité de cette mystérieuse femme : elle s'appelle Clarisse Mergy. Son mari Victorien Mergy faisait lui-aussi l'objet d'un chantage de la part de Daubrecq et, craignant pour sa réputation, s'était suicidé. Depuis, Clarisse recherche l'instrument du chantage : le document qui prouve la culpabilité des 27 députés corrompus. C'est ce document qui serait caché dans le bouchon de cristal. Elle lui révèle aussi les liens anciens qui unissent Daubrecq à Clarisse (il a toujours été amoureux d'elle) et Daubrecq à Prasville (Daubrecq avait jadis étranglé la petite amie de Prasville). Elle est mère de Jacques (l'enfant de 7 ans) et de Gilbert, le comparse de Lupin qui est emprisonné avec Vaucheray à la prison de la Santé. C'est elle qui a récemment cambriolé la maison de Lupin puis qui lui a envoyé le courrier lui suggérant de cesser ses recherches. Prasville aussi cherche le bouchon de cristal. Gilbert voulait aussi trouver le bouchon de cristal et avait manigancé pour que le cambriolage chez Daubrecq ait lieu. Depuis plusieurs semaines et le cambriolage raté chez le député, elle surveille Daubrecq, mais sans résultat concret. Retournement de situation : Jacques disparaît, enlevé par Daubrecq. Clarisse Mergy est effondrée. Lupin fait une démarche pour trouver un domicile à Clarisse, lui promet de retrouver Jacques et de libérer Gilbert de sa prison. Pour cela il décide de rencontrer Daubrecq en face-à-face mais avec un travestissement (chapitre 5).
Sous l'identité et les apparences du « docteur Vernes », Lupin se présente chez Daubrecq et l'informe que Clarisse est au plus mal. À la grande surprise de Lupin, Daubrecq appelle Prasville à la préfecture de police de Paris et lui annonce qu'il a face à lui Arsène Lupin, et qu'il peut envoyer une escouade de policiers pour arrêter le gentleman cambrioleur. Lupin ne s'attendait pas à ce que son déguisement soit percé à jour. Il apprend aussi que la « couverture » de Victoire a été percée à jour et que le député connaît son adresse à Paris. Avec calme et sous les yeux de Daubrecq, Lupin téléphone à Achille, son maître d'hôtel, en exigeant qu’il quitte immédiatement les lieux en emportant des documents et des billets de banque dissimulés dans une cachette. Lupin demande à Daubrecq de relâcher Jacques, ce que le député refuse de faire. Lupin propose d'échanger Jacques contre le butin récolté lors du cambriolage dans le domicile de Daubrecq quelques semaines auparavant. Daubrecq accepte l'échange. Lupin annonce aussi à Daubrecq qu'il fera tout son possible pour récupérer « la liste des 27 ». Quelques heures après, l'échange a lieu : Daubrecq libère Jacques Mergy, et Lupin restitue ses biens volés à Daubrecq. Quelques jours après, le procès de Gilbert et de Vaucheray a lieu : ils sont tous deux condamnés à mort. Par ailleurs, une nouvelle inattendue est communiquée à Lupin : Daubrecq a été enlevé par quatre hommes et emmené dans un lieu inconnu (chapitre 6).
Louis Prasville reçoit la visite de Clarisse Mergy et de « Monsieur Nicole » (Arsène Lupin déguisé). Prasville est au courant de l'existence de « la liste des 27 » et des chantages qu'exerce Daubrecq sur de nombreux députés. On fait le point sur l'enlèvement récent de Daubrecq. À la suite de l'examen d'un morceau de canne découvert au domicile de Daubrecq, « Monsieur Nicole » en est arrivé à la conclusion que l'une des victimes de Daubrecq, le marquis d'Albufex, est le responsable de l’enlèvement. Lupin et Clarisse quittent Prasville. Lupin se met à la recherche d'un endroit où le marquis d'Albufex pourrait détenir Daubrecq. Il pense le découvrir dans une propriété de la famille Albufex, à Aumale en Normandie. Lupin étudie de vieux plans du manoir et y découvre la présence d'un donjon moyenâgeux. Il décide de se rendre à Aumale. Arrivé dans la soirée sur les lieux, il fait installer trois échelles qu'il fait relier les unes aux autres et monte au sommet du donjon du manoir. Une meurtrière est là. Il a juste la place pour s'avancer. Alors qu'il fait nuit et qu'il est invisible des personnes situées dans la grande salle du donjon, il peut entendre la discussion entre le marquis d'Albufex et son prisonnier, le député Daubrecq (chapitre 7). 
La confrontation entre les deux hommes a déjà commencé et est tendue. Daubrecq refuse de révéler l'endroit où est caché le bouchon de cristal. Le marquis fait torturer le député pour qu'il parle. Celui-ci finit par donner des indications à son geôlier, mais Lupin ne parvient pas à les entendre. Tout au plus voit-il le marquis quitter le donjon pour retourner à Paris, afin de « visiter » le bureau du député au petit matin. Lupin attend que les geôliers aient quitté les lieux pour signaler sa présence au député. Il lui propose encore une fois un marché : la liberté contre la remise de la liste tant recherchée. Daubrecq accepte. L'évasion a lieu par la meurtrière du donjon. Alors que les deux hommes descendent l'échelle, Daubrecq en fait tomber Lupin, qui est blessé. Tandis que Daubrecq retourne à Paris, Lupin, blessé, est dans l’impossibilité d'agir pendant plusieurs jours (chapitre 8).
Alors que Lupin se remet de ses blessures, on apprend que le pourvoi en cassation interjeté par Gilbert et Vaucheray vient d'être rejeté. La situation est dramatique : Lupin n'a pas la liste, son ennemi Daubrecq est libre, riche et sait que Lupin est à la recherche de la liste des 27, on n'a aucun plan d'action, Prasville est en congés et a quitté Paris. Plus tard, Clarisse Mergy fait parvenir un message à Lupin : elle a suivi Daubrecq et l'invite à la rejoindre. À peine guéri et espérant que Daubrecq a emporté avec lui le bouchon de cristal, Lupin suit à la trace Clarisse jusqu'à Marseille puis jusqu'à Monaco. Un autre message : Daubrecq est à Cannes. Il a continué à San Remo en Italie. Lupin suit la trace de Clarisse. On est deux jours avant l’exécution de Gilbert et de Vaucheray par la guillotine (chapitre 9).
Clarisse est à Nice. Dans le palace où réside Daubrecq, elle a loué une chambre contiguë à celle du bandit. Tandis que ce dernier a quitté la chambre pour dîner, elle la visite de manière approfondie, sans rien trouver. Elle est désespérée car elle n'a rien à donner en échange de la grâce présidentielle pour Gilbert. Mais Daubrecq revient soudainement dans la chambre : Daubrecq lui annonce qu'il se savait suivi et espionné par elle depuis Paris. Il lui révèle aussi qu'il a attiré à sa suite Arsène Lupin jusqu'en Italie : Clarisse n'a jamais envoyé de message à Lupin, et c'est Daubrecq qui, avec un homme de confiance, avait manigancé ce stratagème pour éloigner Lupin de Paris. Daubrecq propose un marché à Clarisse : si elle accepte de l'épouser et d'avoir des relations sexuelles avec lui, il fera en sorte que la peine de mort de Gilbert soit commuée en peine de réclusion à temps. La mort dans l'âme, Clarisse accepte le marché ignoble. Daubrecq lui dit qu'il va demander un sursis à exécution : Gilbert ne sera pas exécuté immédiatement, le mariage va avoir lieu, enfin la peine de mort sera commuée. C'est alors que Daubrecq est empoigné, ligoté et bâillonné : Lupin et sa bande sont là et s'emparent du député. Lupin sait où se trouve la liste des 27 : dans le paquet de tabac du député. Ce paquet, qui semblait ne jamais avoir été ouvert, contient effectivement le bouchon de cristal recherché. En son sein se trouve un fin papier contenant la liste des 27 (chapitre 10).
Tandis que Daubrecq est chloroformé, ligoté, bâillonné, placé dans une malle, mis dans le coffre d'une automobile et emmené à Paris, « Monsieur Nicole » et Clarisse retournent immédiatement à Paris par train. Ils rencontrent Prasville à la préfecture de police et lui présentent la fameuse « liste des 27 », en lui proposant de la lui remettre définitivement en échange de la grâce par le président de la République de Gilbert et Vaucheray. Prasville accepte le principe puis prend connaissance du document. Après examen minutieux, il déclare que la liste est fausse : il s'agit d'un leurre qui ne contient pas les marques d'authenticité attendues. L'exécution de Gilbert aura donc bien le lendemain matin à l'heure fixée. Alors que « Monsieur Nicole » et Clarisse quittent les lieux vers 19 h, Prasville comprend soudain, mais tardivement, que « Monsieur Nicole » est Arsène Lupin (chapitre 11).
Lupin a beau chercher un plan pour sauver Gilbert, il ne trouve rien. L'exécution doit avoir lieu le lendemain matin. Au petit matin, les préparatifs pour l’exécution ont lieu : des barrières pour le public sont installées, la guillotine est installée. À l'heure prévue, Gilbert et Vaucheray sont amenés devant l'instrument de mort. Soudain, des coups de feu éclatent : Vaucheray est tué, et le bourreau est légèrement blessé. L'exécution est reportée de quelques jours. Il s'agit évidemment d'un coup d'éclat d'Arsène Lupin, qui a besoin de temps pour réagir et trouver la vraie liste des 27. Prasville reçoit les conclusions de l'enquête policière et apprend comment Lupin, en quelques heures, a pu prendre possession d'un logement situé en face de la prison, s'installer avec un fusil de précision et tirer sur Vaucheray et le bourreau. Peu après la réunion, Prasville reçoit une carte de visite : celle de « Monsieur Nicole », qui désire le rencontrer ! (chapitre 12).
Prasville sait qu'il s'agit de Lupin. Il prend ses dispositions pour faire arrêter le gentleman cambrioleur, puis le reçoit poliment. Lupin n'est pas dupe et sait bien que le haut-fonctionnaire connaît son identité. Il reconnaît d'ailleurs volontiers être Lupin et avoir organisé la séance de tirs à la prison. Prasville est interloqué devant tant d'insouciance et d'arrogance. C'est alors que Lupin lui révèle qu'il dispose de la liste authentique des 27. Elle était cachée dans un « bouchon de cristal », mais pas celui trouvé dans le paquet de tabac à Nice. Il s'agit d'un bouchon de cristal consistant en… un œil de verre que porte Daubrecq, qui en réalité est borgne de l'œil gauche ! Ayant en sa possession Daubrecq, Lupin a évidé l'œil de verre de son emplacement. Il le remet à Prasville, qui constate la présence d'un fin morceau de papier. Après un examen minutieux du document, force est de constater que ce dernier est authentique. Prasville tente un coup en traître : garder pour lui la liste des 27 et laisser Gilbert se faire guillotiner. Mais Lupin lui révèle qu'il a des documents compromettant à son encontre : si Prasville garde la liste pour lui, Lupin lancera un scandale tel que sa réputation sera perdue. Prasville se rend à l'Élysée pour un entretien avec le président de la République. Ce dernier accepte la grâce de Gilbert afin d'étouffer le scandale des 27, d'autant plus que Gilbert est jeune (20 ans) et que son comparse le plus impliqué (Vaucheray) est mort. De retour à la préfecture de police, Prasville rend compte du succès des négociations. Mais Lupin exige de Prasville une chose de plus : sa démission de son poste dans les six mois, compte tenu de ses malversations passées. Lupin quitte les lieux sans être arrêté. C'est alors que Daubrecq arrive dans le bureau de Prasville : les deux hommes ont une discussion violente qui fait resurgir tous leurs conflits depuis trente ans. Voyant sa vie politique et professionnelle anéantie, Daubrecq se suicide avec une arme à feu. Gilbert voit la peine de mort commuée en peine de travaux forcés à temps. Quelques mois plus tard, Lupin parvient à le faire évader de la maison centrale de Saint-Martin-de-Ré. Gilbert a refait sa vie en Algérie française et s'y est marié. Il travaille beaucoup et a une vie honnête. Dans la dernière page du roman, on apprend que peu après l'évasion de Gilbert de l'île de Ré, Lupin a proposé le mariage à Clarisse, qui l'a gentiment éconduit : elle ne veut pas épouser un cambrioleur. Avec le petit Jacques, elle est partie vivre en Algérie avec Gilbert. Lupin ne désespère pas un jour l'épouser (chapitre 13).

## Autour du roman
Maurice Leblanc s'est inspiré dans ce roman du célèbre scandale de Panama (1892-1897). 
Il est annoncé au lecteur au chapitre 2 que « Lupin , à cette époque, ne s'était pas encore promu — honneur de sa carrière — au poste de chef de la Sûreté ».
Maurice Leblanc emprunte par ailleurs à la nouvelle La Lettre volée d'Edgar Allan Poe, publiée en 1844, l'idée consistant à mettre en évidence l'objet que l'on veut cacher. La nouvelle d'Edgar Poe est d'ailleurs explicitement citée au chapitre 9 : « (…) Et, sans répondre aux interrogations de l'inspecteur, il songeait à la simplicité de la cachette et il se rappelait la merveilleuse histoire d'Edgar Poe où la lettre volée, et recherchée si avidement, est en quelque sorte offerte aux yeux de tous. On ne soupçonne pas ce qui ne semble point se dissimuler (…) ».

## Adaptation à la télévision
- 1971 : Le Bouchon de cristal, épisode 1, saison 1 de la série télévisée Arsène Lupin, réalisé par Jean-Pierre Decourt, avec Georges Descrières dans le rôle d'Arsène Lupin.

## Adaptation à la radio
- 1960 : Les aventures d'Arsène Lupin - Le Bouchon de cristal, adaptation radiophonique en six épisodes de Jean Marcillac  et produit par Maurice Renault. La réalisation est d'Abder Isker. Diffusé sur France II Régionale. Le rôle d'Arsène Lupin est interprété par Michel Roux.